# Kitsada Otata
Kitsada Otata (thailändisch กฤษฎา โอทาตะ, * 28. Oktober 1994) ist ein thailändischer Fußballspieler.

## Karriere
Kitsada Otata stand bis Mitte 2022 beim Prime Bangkok FC unter Vertrag. Mit dem Verein aus der Hauptstadt Bangkok spielte er in der dritten Liga. Mit dem Klub trat er in der Bangkok Metropolitan Region an. Wo er vorher gespielt hat, ist unbekannt. Vor Beginn der Saison 2022/23 unterschrieb er Ende Juli 2022 einen Vertrag beim Zweitligaaufsteiger Uthai Thani FC. Sein Zweitligadebüt für den Verein aus Uthai Thani gab Kitsada Otata am 26. November 2022 (15. Spieltag) im Heimspiel gegen den Trat FC. Bei dem 2:1-Erfolg wurde er in der letzten Minute für Phattharaphon Jansuwan eingewechselt. Mit dem Verein aus Uthai Thani wurde er am Saisonende Tabellendritter und qualifizierte sich somit zu den Aufstiegsspielen zur ersten Liga. Hier konnte man sich im Finale gegen den Customs United FC durchsetzen und stieg in die erste Liga auf. Für Uthai Thani bestritt er ein Ligaspiel. Nach Ende der Saison wurde sein Vertrag in Uthai Thani nicht verlängert. Ende Juni 2023 nahm ihn der Drittligist See Khwae City FC unter Vertrag. Mit dem Verein aus Nakhon Sawan spielte er siebenmal in der Northern Region der Liga.